# 加賀爪直輔
加賀爪 直輔（かがつめ なおすけ）は、江戸時代前期の武蔵国高坂藩の世嗣。官位は従五位下・信濃守。

## 略歴
寛永16年（1639年）、武蔵国高坂藩初代藩主・加賀爪直澄の長男として誕生。高坂藩の嫡子として養育され、慶安元年（1648年）徳川家光に拝謁する。万治元年（1658年）に叙任するが、家督を継ぐことなく万治3年（1660年）に22歳で早世した。
代わって、従兄弟にあたる加賀爪直清が養子に迎えられ、嫡子となった。